# عويف القوافي
عوُيف بن معاوية بن عُقبة بن حِصن بن حذيفة بن بدر، من فزارة بن ذبيان، لقبّ عُويف القوافي ببيت قاله وهو:

## نسبه
هو عويف بن معاوية بن عقبة حصن بن حذيفة بن بدر بن عمرو بن جوية بن لوذان بن ثعلبة بن عدي بن فزارة بن ذبيان بن بغيض بن ريث بن غطفان بن سعد بن قيس عيلان بن مضر بن نزار بن معد بن عدنان .

## نبذة
سكن الكوفة وكان من أشراف العرب بالعهد الأموي. وفد إلى دمشق مقر الخلافة غير مرة لمدح الخلفاء .
وكان له أختاً تزوجها عُييْنه بن أسماء بن خارجة الفزاري ثم طلقها من غير سبب، فصار عويف مراغماً له قائلاً: الحرّة لا تطلق بغير ما بأس . ولمّا حبس الحجاج بن يوسف الثقفي عُيينه لجبايات كانت عليه توجّع له عويف، وتناسى حقده عليه وظهرت في شعره النزعة القبلية، وقال فيه
قصيدة رواها المبرد في «الكامل»، وصاحب الأغاني، ومنها:
منع الرّقاد ـ فما يُحسُّ رقادُ
خبرُ أتاك ونامت العُوّاد
خبر أتاني عن عُيينة مُوجعٌ
ولمثله تتصّدع الأكباد
شارك عويف في أحداث عصره، فقيل: إنه قتل عُريجة بن مصاد الكلبي، وهجا بني مرة لتركهم نُصرة القيسية في حرب مرج راهط سنة 64هـ بين القبائل القيسية واليمانية ، على حين كانت بني مرة تتقاتل مع بني حِنّ بن عُذْرة، ومنه قوله:
كنا لكم يا مُرّ أُمّاً حفِيّةً
وكنتم لنا يامُرّ بوّاً مُجَلّدا
ولما غدر حميد بن حريث الكلبي ببني فزارة وقتل منهم  مئة ونيفاً في منتصف رمضان سنة 71هـ، رثاهم عويف رثاء مُرّاً، منه:
ألا ليت أنّي صادفتني منيتي
ولم أرَ قتلى العام ياأُمّ أسْلما
ولم أرَ قتلي لم تدَعْ لي بعدها
يَدَينِ، فما أرجو من العيش أجذما
وتذكر المصادر أن عويف القوافي وفد إلى دمشق فمدح عمر بن عبد العزيز بتوليه الخلافة سنة 99هـ، ورثى في القصيدة نفسها سليمان بن عبد الملك فجمع بين المدح والرثاء، ومما قاله في عمر:
قد ابتلى الله بخير خَلْقه
ألقى إلى خير قريشٍ وَسْقَه
ياعمَرَ الخير المُلقى وفقَهُ
سُمِّيتَ بالفاروق فافرُقْ فَرْقهُ

## أخباره
قصته مع عبد الملك بن مروان
- قوال بعض مشيخة قريش : لم يكن رجل من ولاة أولاد عبد الملك بن مروان كان أنفس على قومه، ولا أحسد لهم من الوليد بن عبد الملك . فأذن يوما للناس فدخلوا عليه؛ وأذن للشعراء، فكان أول من بدر بين يديه عويف القوافي الفزاري ، فاستأذنه في الإنشاد فقال: ما بقيت لي بعدما قلت لأخي بني زهرة! قال: وما قلت له مع ما قلت لأمير المؤمنين؟ قال: ألست الذي تقول:

يا طلح أنت أخو الندى وحليفه
إن الندى من بعد طلحة ماتا
إن الفعال إليك أطلق رحلـه
فبحيث بت من المنازل باتـا
أو لست الذي تقول:
إذا ما جاء يومك يا بـن عـوف
فلا مطرت على الأرض السماء
ولا سار البشير بـغـنـم جـيش
ولا حملت على الطهر النسـاء
تساقى الناس بعدك يا بن عـوف
ذريع الموت ليس لـه شـفـاء
ألم تقم علينا الساعة يوم قامت عليه؟ لا والله لا أسمع منك شيئا، ولا أنفعك بنافعة أبدا، أخرجوه عني .
فلما خرج عويف القوافي من عند الوليد ، قال له القرشيون والشاميون: وما الذي أعطاك طلحة حين استخرج هذا منك؟ قال: أما والله لقد أعطاني غيره أكثر من عطيته، ولكن لا والله ما أعطاني أحد قط أحلى في قلبي ولا أبقى شكرا ولا أجدر ألا أنساها ما عرفت الصلات من عطيته، قالوا: وما أعطاك؟ قال: قدمت المدينة ومعي بضيعة لي لا تبلغ عشرة دنانير، أريد أن أبتاع قعودا من قعدان الصدقة، فإذا برجل في صحن السوق على طنفسة قد طرحت له، وإذا الناس حوله، وإذا بين يديه إبل معلوفة له، فظننت أنه عامل السوق، فسلمت عليه، فأثبتني وجهلته، فقلت: أي رحمك الله، هل أنت معيني ببصرك على قعود من هذه القعدان تبتاعه لي؟ فقال: نعم، أو معك ثمنه؟ فقلت: نعم، فأهوى بيده إلي فأعطيته بضيعتي، فرفع طنفسته وألقاها تحتها، ومكث طويلا، ثم قمت إليه فقلت: أي رحمك الله، انظر في حاجتي فقال: ما منعني منك إلا النسيان، أمعك حبل؟ قلت: نعم قال: هكذا أفرجوا، فأفرجوا عنه حتى استقبل الإبل التي بين يديه، فقال: اقرن هذه وهذه وهذه، فما برحت حتى أمر لي بثلاثين بكرة أدنى بكرة منها -ولا دنية فيها- خير من بضاعتي. ثم رفع طنفسته فقال: وشأنك ببضاعتك فاستعن بها على من ترجع إليه، فقلت: أي رحمك الله، أتدري ما تقول! فما بقي عنده إلا من نهرني وشتمني، ثم بعث معي نفرا فأطردوها حتى أطلعوها من رأس الثنية، فوالله لا أنساه ما دمت حيا أبدا.
- كان عند عبد الملك بن مروان حسان بن مالك الكلبي وعبد الله بن مسعدة الفزاري ، وجيء بالطعام، فقال عبد الملك لابن مسعدة: ادن، فقال ابن مسعدة: لا والله لقد أوقع حميد بن بحدل بسليم وعامر وقعة لا ينفعني بعدها طعام حتى يكون لها غير، ( يقصد حميد بن حريث الكلبي ) ( ويقصد ببني سليم وعامر بن صعصعة لانهم من قومه قيس عيلان ) فقال له حسان: أجزعت أن كان بيني وبينكم في الحاضرة على الطاعة والمعصية، فأصبنا منكم يوم المرج، وأغار أهل قرقيسيا بالحاضرة على البادية بغير ذنب؟ فلما رأى حميد ذلك طلب بثأر قومه، فأصاب بعض ما أصابهم، فجزعت من ذلك، وبلغ حميداً قول ابن مسعدة فقال: والله لأشغلنه بمن هو أقرب إليه من سليم وعامر ، فخرج حميد في نحو من مائتي فارس، ومعه رجلان من بني كلب ودليلان، حتى انتهى إلى بني فزارة أهل العمود لخمس عشرة مضت من شهر رمضان، فقال: بعثني عبد الملك بن مروان مصدقاً: فابعثوا إلى كل من يطيق أن يلقانا، ففعلوا، فقتلهم أو من استطاع منهم، وأخذ أموالهم، فبلغ قتلاهم نحواً من مائة ونيف، فقال عويف القوافي:

منا الله أن ألقى حميد بن بحـدل
بمنزلة فيها إلى النصف معلمـا
لكيما نعاطيه ونبـلـو بـينـنـا
سريجية يعجمن في الهام معجما
ألا ليت أني صادفتني مـنـيتـي
ولم أر قتلى العام يا أم أسلـمـا
ولم أر قتلى لم تدع لي بعـدهـا
يدين فما أرجوا من العيش أجذما
وأقسم ما ليث بخـفـان خـادر
بأشجع من جعد جنانا ومقـدمـا
يعني الجعد بن عمران بن عيينة وقتل يومئذ.   

## شعره
كان عويف شاعراً شريفاً مُقلاً من شعراء الدولة الأموية مدح بعض خلفاء بني أمية وأمرائهم تكسباً، ومدح طلحة بن عبد الله بن عوف إعجاباً فأجاد في الحالين. وكان هجّاء بارعاً،  ولهجائه وقع مرّ على المهجو، ومن
أَمَرِّه ما قاله في بني مُرّة، ومنه:
اللؤم أكرم من وَبْر ووالده
واللؤم أكرم من وَبْر وما ولدا
قوم إذا جرّ جاني قومهم أمِنوا
من لؤم أحسابهم أن يُقْتلوا قَودا
ولمّا كان لهجائه مثل هذا الأثر فقد اشترى منه جرير بن عبد الله البجلي أعراض قومه في خبر مشهور عندما وقف عويف على جرير بن عبد الله وهو في مجلسه فقال :
أصب على بجيلة من شقاها
هجائي حين أدركني المشيب
فقال له جرير: ألا أشتري منك أعراض بجيلة (قبيلة)؟ قال: بلى، قال: بكم؟ قال: بألف درهم وبرذون، فأمر له بما طلب فقال:
لولا جرير هلكت بجيلة
نعم الفتى وبئست القبيلة
- من أشعاره البديعة في ذم الجبن والفرار من المعركة قوله:

وما أُمّكم تحت الخوانق والقنا
بثكلى، ولا زهراء من نسوة زُهْر
ألستم أقلّ الناسِ عند لوائهم
وأكثرهم عند الذّبيحة والقِدْرِ
- يمتاز شعره بغلبة المقطعات عليه، والقصائد القصيرة التي تطرق موضوعها مباشرة، وكلها تعد من شعر المناسبات والأحداث، وما يجعلها أقرب إلى التسجيل للواقع ومشكلاته سواء كانت من الشعر أم من الرجز، وإن ندر هذا لديه. وعلى الرغم من تأثر الشاعر بصور الشعراء القديمة، وبألفاظ القرآن وتراكيبه فإنه استطاع تركيبها بأسلوب مثير ولافت للنظر، يدل على بداهة واقتدار في نسج الصور الموشاة، ومن ذلك قوله:

وإنك إذ تغتال عرضك ظالماً
لكالحامل الأوزارَ ِوزْراً على ِوْزرِ
وقوله:
ولمّا رأى المجد استعيرت ثيابه
تردّى رداءً واسع الذيل واتّزرْ
إذا قيلت العوراء أغضى كأنه
ذليل بلا ذلٍ ولو شاء لانتصر
- شعره قريب من النفس؛ لوضوح ألفاظه ودقتها، وحسن متون تراكيبه، وجمال تصويره، وقدرته على التأثير.

وقد جمع شعره نوري حمودي القيسي في مطلع الثمانينات من القرن العشرين في الجزء الثالث من مجموعة (شعراء أمويون) .

## وفاته
عويف القوافي عاصر الخلفاء عبد الملك بن مروان والوليد بن عبد الملك من بعده ثم سليمان بن عبد الملك وعمر بن عبد العزيز وهذا يدل انه توفي بعد عام 100هـ ، ولكن لايدرى بأي عام توفي على وجه التحديد .